# Iglesia de Nuestra Señora del Espasmo (Jerusalén)
La Iglesia de los Dolores de María también llamada Capilla Armenia de Nuestra Señora del Espasmo es el nombre que recibe un edificio religioso que pertenece a la Iglesia católica armenia,  una de las Iglesias orientales católicas sui iuris, autónomas y en plena comunión con el Papa, que está localizada en la llamada Vía Dolorosa bajo el Arco Ecce Homo en la ciudad de Jerusalén.
El templo pertenece al Patriarcado Armenio Católico. El edificio no está muy lejos del Hospicio Austríaco - en el barrio musulmán de la Ciudad Vieja de Jerusalén, e incluye una capilla dedicada a la Virgen. La instalación es también el hospicio armenio de Jerusalén, y la sede del exarcado patriarcal armenio de Jerusalén y Amán por lo que también goza del estatus de Catedral.
Fue construida en 1881. El complejo de la iglesia es la estación 4 en la Vía Dolorosa, que conmemora el encuentro de Jesús en el camino a la crucifixión con su madre. Desde 1981 como parte de la ciudad Vieja de Jerusalén es patrimonio mundial de la humanidad de la Unesco.

## Véase también

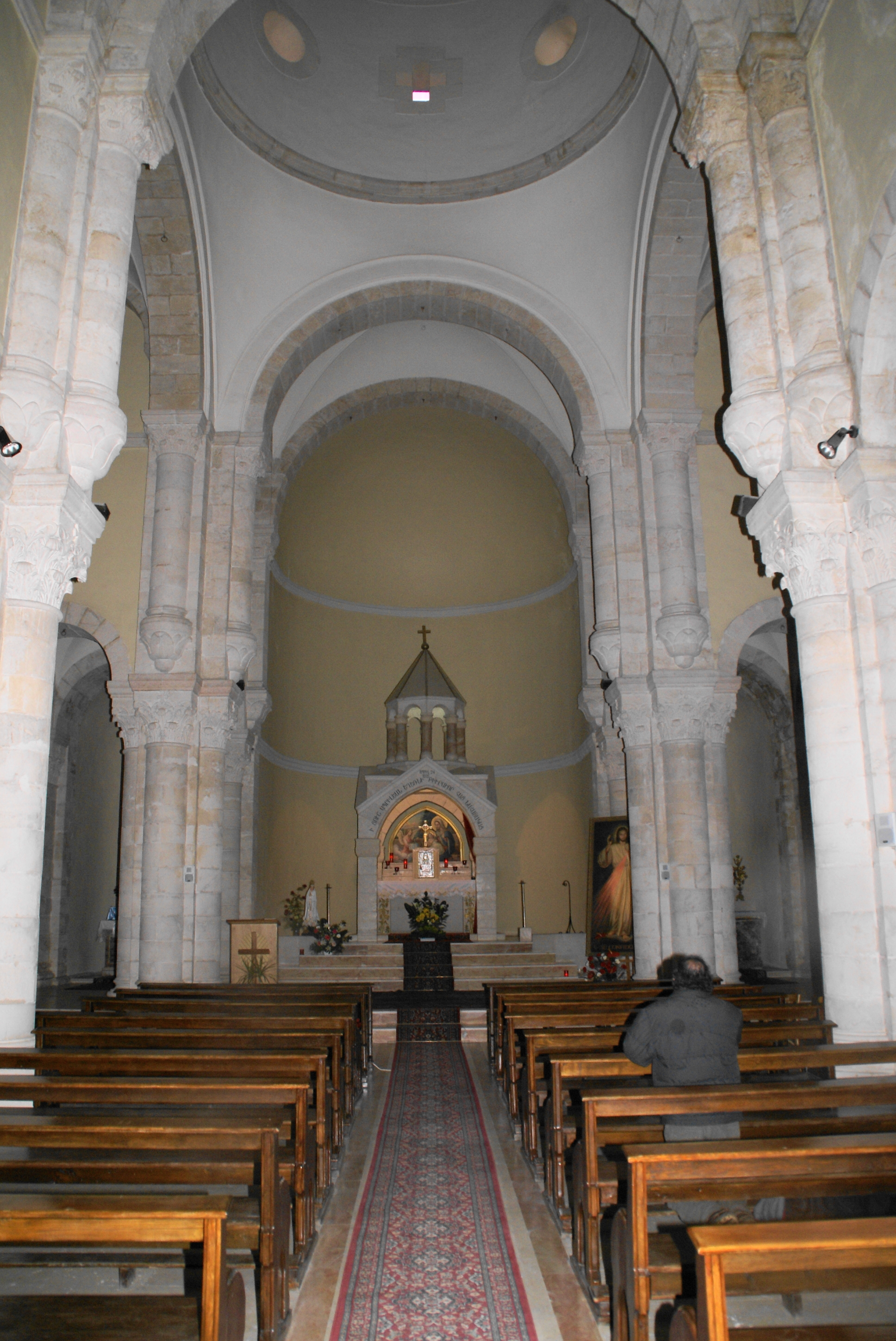
Vista Interna